# Heaven (Avicii-sang)
Heaven er en single af den svenske DJ Avicii og den britiske sanger Chris Martin. Sangen blev udgivet den 6. juni 2019, som den tredje single fra Aviciis posthume album TIM. Sangen er skrevet af Tim Bergling (Avicii) og Chris Martin. Sangen er den fjerde sang, som er skrevet af Avicii og Chris Martin. Før det, producerede og skrev Bergling "A Sky Full Of Stars" og "Hymn For The Weekend" for Coldplay, der blev udgivet i henholdsvis 2014 og 2015. Chris Martin er desuden med-sangskriver og vokalist på sangen "True Believer" fra albummet Stories, der blev udgivet i 2015.

## Historie
Sangen blev oprindeligt produceret i maj 2014, da Bergling samarbejdede med Coldplay med deres single "A Sky Full Of Stars". Bergling spillede den første gang på Future Music Festival i 2015.Den blev herefter spillet på de fleste af Berglings shows, både med vokaler fra Chris Martin, men også fra den britiske sanger Simon Aldred. 
I 2016 spillede han en ny version med Aldred, der blev spillet helt frem til hans sidste show i august 2016. Det var også samme år, at den færdige version med Martin blev produceret. Bergling havde i sommeren 2016 fortalt Per Sundin, at Heaven skulle være albummets sidste sang. Men det ønske blev af ukendte årsager ikke imødekommet efter hans død. Det blev herefter forsøgt både af Martin og Bergling, at få den udgivet, men det lykkedes ikke før hans død.
Efter Aviciis død, blev sangen spillet af den franske DJ Nicky Romero ved Kingsland Festival i 2018. Sangen blev også spillet af NRJ Radio, hvorefter den spredte sig på internettet.
Sangen skulle oprindeligt udgives på Aviciis andet studiealbum, Stories, fra 2015. I stedet valgte Avicii at arbejde videre med sangen. Sangen blev derefter teaset af produceren Carl Falk, der fortalte at han arbejde på nogle af Aviciis ikke-udgivne sange, efter hans død. Sangen blev officielt annonceret sammen med resten af albummet i 2019.
Den 23. august 2019, udgav den franske DJ David Guetta og den danske DJ MORTEN deres remix af Heaven. Det blev første gang spillet live ved Tomorrowland i 2019. Ved Avicii Tribute Koncerten i 2019, sang Simon Aldred både Heaven og A Sky Full Of Stars.

## Kommerciel succes
Heaven har opnået stor succes, både i Danmark og i udlandet. Den nåede nr. 20 på Hitlisten, og den var nr. 83 på Billboards Hot 100 liste. Den opnåede størst succes i Sverige, hvor den var nummer 2 på Sverigetopplistan. Den var også hans tredje sang nogensinde, som gik nummer 1 på Billboards Dance/Mix Show Airplay.Den har opnået en guld-certifikation i Danmark.
Heaven har på YouTube over 100 millioner visninger samlet. På Spotify har Heaven over 300 millioner afspilninger.

## Musikvideo
Musikvideoen er instrueret af Levan Tsikurishvili, som også instruerede dokumentaren "Avicii: True Stories". Musikvideoen viser optagelser fra øen Il Sante Marie i Madagascar. Her bliver der først vist klip fra 2016, hvor Avicii efter sin tilbagetrækning fra livescenen holdt ferie med Tsikurishvili, og derefter optagelser samme sted efter hans død. Her ses Avicii smilende og glad, mens han slapper af, spiller musik, og spiller volleyball. Musikvideoen vandt bedste musikvideo ved Los Angeles Film Awards 2019.
| Citat                           | Tim og jeg tilbragte nitten fantastiske dage på Madagascar lige efter han spillede hans sidste show. Vi talte om alt, grinte, spillede monopoly, hængte ud med lemurer og udforskede hele øen sammen. Nu, to og et halvt år senere, er jeg vendt tilbage til øen for at huske Tim. For at ære hans eftermæle og for at genskabe minderne, der vil blive hos os for altid. | Citat |
| Levan Tsikurishvili, instruktør | |       |

### Synopse
I begyndelsen af filmen, ser man et fly der letter på vej til Madagascar. Herefter ser man Bergling siddende i flyet, kiggende ud på øen. Man ser herefter Bergling gå en tur på en strand, og herefter den samme strand, uden Bergling. Bergling ses herefter kørende på en ATV med hans venner, og ligesom før, ser man samme sted to år senere. Det samme mønster følger herefter i en hytte ved stranden, hvor man ser Bergling spille guitar, volleyball og sidde ved en sofa. Han ses også meditere på nogle klipper tæt ved kysten. Herefter vises en montage, hvor man blandt andet ser Bergling på en båd, spille guitar på stranden, mens han smiler og danser. Man ser derefter Bergling gå en tur, og gå ind i flyet på vej væk fra Madagascar. Bergling ses til sidst i en kirke, tilsyneladende efter han har forladt Madagascar. I den sidste scene, ser man den samme strand igen, denne gang fyldt med mange lanterner, der svæver i luften. Her vises teksten "I kærligt minde om: Tim Bergling, 1989-forevigt".

## Hitlister
| Hitliste (2019)                                  | Højeste position |
| ------------------------------------------------ | ---------------- |
| Australien (ARIA)                                | 20               |
| Australia Dance (ARIA)                           | 3                |
| Østrig (Ö3 Austria Top 40)                       | 21               |
| Belgien (Ultratop 50 Flanderen)                  | 15               |
| Belgien Dance (Ultratop Flanderen)               | 5                |
| Belgien (Ultratop 50 Vallonien)                  | 10               |
| Belgien Dance (Ultratop Vallonien)               | 7                |
| Canada (Canadian Hot 100)                        | 38               |
| Croatia (HRT)                                    | 75               |
| Tjekkiet (Singles Digitál Top 100)               | 8                |
| Danmark (Track Top-40)                           | 20               |
| Euro Digital Songs (Billboard)                   | 5                |
| Finland (Suomen virallinen lista)                | 8                |
| Frankrig (SNEP)                                  | 119              |
| Tyskland (Official German Charts)                | 30               |
| Germany Dance (Official German Charts)           | 3                |
| Greece (IFPI)                                    | 25               |
| Ungarn (Rádiós Top 40)                           | 10               |
| Ungarn (Single Top 40)                           | 12               |
| Ungarn (Stream Top 40)                           | 7                |
| Irland (IRMA)                                    | 15               |
| Italien (FIMI)                                   | 49               |
| Japan (Japan Hot 100)                            | 39               |
| Latvia (LAIPA)                                   | 12               |
| Lithuania (AGATA)                                | 11               |
| Mexico Ingles Airplay (Billboard)                | 1                |
| Holland (Dutch Top 40)                           | 9                |
| Netherlands (Mega Top 50)                        | 15               |
| Holland (Single Top 100)                         | 16               |
| New Zealand (RIANZ)                              | 32               |
| Norge (VG-lista)                                 | 6                |
| Polen (Polish Airplay Top 100)                   | 44               |
| Portugal (AFP)                                   | 44               |
| Skotland (Official Charts Company)               | 10               |
| Slovakiet (Rádio Top 100)                        | 21               |
| Slovakiet (Singles Digitál Top 100)              | 7                |
| Slovenia (SloTop50)                              | 20               |
| Spanien (PROMUSICAE)                             | 78               |
| Sverige (Sverigetopplistan)                      | 2                |
| Schweiz (Schweizer Hitparade)                    | 11               |
| Storbritannien Singles (Official Charts Company) | 20               |
| USA Billboard Hot 100                            | 83               |
| USA Dance Club Songs (Billboard)                 | 50               |
| USA Hot Dance/Electronic Songs (Billboard)       | 4                |

| Hitliste (2019)                           | Position |
| ----------------------------------------- | -------- |
| Belgium (Ultratop Flanders)               | 57       |
| Belgium (Ultratop Wallonia)               | 59       |
| Hungary (Rádiós Top 40)                   | 48       |
| Netherlands (Dutch Top 40)                | 52       |
| Sweden (Sverigetopplistan)                | 74       |
| US Hot Dance/Electronic Songs (Billboard) | 30       |